# Vecsés
Vecsés est une ville et une commune du comitat de Pest en Hongrie. Elle accueille en partie sur son sol l'Aéroport international de Budapest-Franz Liszt.

## Jumelages
La ville de Vecsés est jumelée avec :
- Rheinstetten (Allemagne)
- Lăzarea (Roumanie)